# Chico da Silva (cantor)
Francisco Ferreira da Silva (Parintins, 8 de maio de 1945), mais conhecido pelo seu nome artístico Chico da Silva, é um cantor, compositor e poeta brasileiro. Autor de inúmeras composições de toadas, além de sambas que ganharam o Brasil, como Tempo Bom; Pandeiro é Meu Nome; Esquadrão do Samba; É Preciso Muito Amor; Domingo de Manaus; Cantiga de Parintins; entre outros.
Chico da Silva desenvolveu um estilo de samba particularmente harmonioso, e, em sua trajetória, teve passagem pelo grupo "Os Amigos do Som", além de ter uma de suas composições na voz de Alcione, Sufoco.

## Biografia
Chico da Silva nasceu em 8 de maio de 1945 na cidade de Parintins, no interior do Amazonas.

## Carreira musical
Em 1977 a cantora maranhense Alcione gravou sua composição, em parceria com Venâncio, "Pandeiro é Meu Nome", (LP "Pra que Chorar"). Sua venda chegou à marca de 400 mil cópias. Também em 1977 Chico da Silva foi contratado pela PolyGram.
A faixa Pandeiro é Meu Nome, na interpretação de Chico da Silva, foi incluída na trilha sonora da novela Sem Lenço, Sem Documento, da Rede Globo, que marcou a estréia de Bruna Lombardi na emissora (horário da 19:00 horas).
Em meados dos anos 1980, Chico da Silva desenvolveu um estilo de samba particularmente harmonioso e também trabalhou com Martinho da Vila. Em 1988 foi acometido por um câncer que quase o impossibilita de cantar, o que veio a atrapalhar sua carreira de cantor. Foi quando retornou ao Amazonas e começou a compor para os bois-bumbá Garantido e Caprichoso. É o único compositor na história do Festival que concorreu contra si próprio no item toada, letra e música, nas duas agremiações adversárias. Tal feito ocorreu no ano de 1991, e as toadas foram Escudeiro do meu Boi Bumbá pelo Caprichoso e Meu Boi Bonito pelo Garantido. A toada O Amor está no Ar de sua composição é a única toada oficial executada pelos dois bois-bumbá.
Algumas de suas melhores e mais conhecidas composições são: "Sufoco", "Vermelho", "Convite a Roberto Carlos" e "Pandeiro é Meu Nome". Como intérprete, teve sucessos como "É Preciso Muito Amor", composto por Noca da Portela e Tião de Miracema.

## Discografia
- (2008) Chico da Silva • Série A Popularidade • CDS Produções
- (1999) Chico da Silva • Série Minha História • CDS Produções
- (1996) A Toada Amazônica • CDS Produções
- (1995) O Poeta e o Versador • CDS Produções
- (1994) A Popularidade – 1994 - Universal Music
- (1988) Missão de cantar • Polydor/PolyGram • LP
- (1984) Samba na hora H • Polydor/PolyGram • LP
- (1983) Sambaterapia • Polydor/PolyGram • LP
- (1982) Samba na casa nossa • Polydor/PolyGram • LP
- (1981) Os afazeres • Polydor/PolyGram • LP
- (1980) Sonhos de menino • Polydor/PolyGram • LP
- (1979) Tudo Mudou • Polydor/PolyGram • LP
- (1978) Samba também é vida • Polydor/PolyGram • LP
- (1977) Samba quem sabe diz • Polydor/PolyGram • LP